# Natalino Ferreira Mendes
Natalino Ferreira Mendes (1924-2011) foi um poeta, memorialista, historiador, jornalista brasileiro, nascido no município de Cáceres. É considerado um importante nome da cultura mato-grossense. Como jornalista, Natalino possui artigos publicados em jornais e na Revista do Instituto Histórico e Geográfico de Mato Grosso, o IHGMT e da Academia Mato-grossense de Letras, onde ocupou a cadeira nº 15.

## Biografia
Natalino Ferreira Mendes nasceu em Cáceres, no dia 3 de janeiro de 1924 e faleceu em 23 de dezembro de 2011, aos 87 anos, na sua cidade natal.

## Publicações
Considera-se que Natalino escreveu com o intuito de refletir sobre a vida a partir da compreensão dos sentidos da sua terra natal.
- História da administração municipal de Cáceres (1973 e 2009)
- Efemérides cacerenses vol. I e II (1992)
- Anhuma do Pantanal: poesia da terra (1993)
- Memória cacerense (1998)
- Pássaro vim-vim: poesia da terra (2010)
- Fragmentos da história cultural de Cáceres e outros fios da memória vol. I e II (in memoriam, 2021)